# 明月山 (川東)
明月山是川東地區（重慶市和四川省東部）的一座山脈。一名鄰山。大竹、鄰水稱為東山。墊江、長壽稱西山。明月山斜貫平行嶺谷區中部。北起開江縣城東面，西南入巴縣境內，長約237公里，寬3-10公里，綿延於開江縣、梁平縣、墊江縣、大竹縣、鄰水縣、長壽縣、江北縣（今渝北區和江北區）、巴縣（今南岸區和巴南區）境內。在巴縣木洞西面被長江所切。軸部兩側各有一條槽谷。山嶺海拔500-1000米，主峰峰頂山1183米，是明月山主峰，位於墊江縣新民鎮大通村。